# Gérard Roujas
Gérard Roujas, né le 8 septembre 1943 à Toulouse, est un ancien sénateur socialiste élu le 28 septembre 1980, réélu le 24 septembre 1989 et le 27 septembre 1998. Fin de mandat le 30 septembre 2008 (ne se représentait pas).
Il est aussi conseiller général de la Haute-Garonne proche d'Arnaud Montebourg. Dans le cadre de la primaire présidentielle socialiste de 2017, il soutient ce dernier.

## Synthèse des mandats et fonctions
- 1976 - 2015 : Conseiller général de la Haute-Garonne, élu du Canton de Carbonne
  - Président de la Commission des Finances[2]
- 1980 - 2008 : Sénateur de la Haute-Garonne
- Vice-Président de la Communauté de communes du Volvestre
- Président du Pays du Sud Toulousain
- Conseiller municipal de Peyssies